# Deponie Marbach

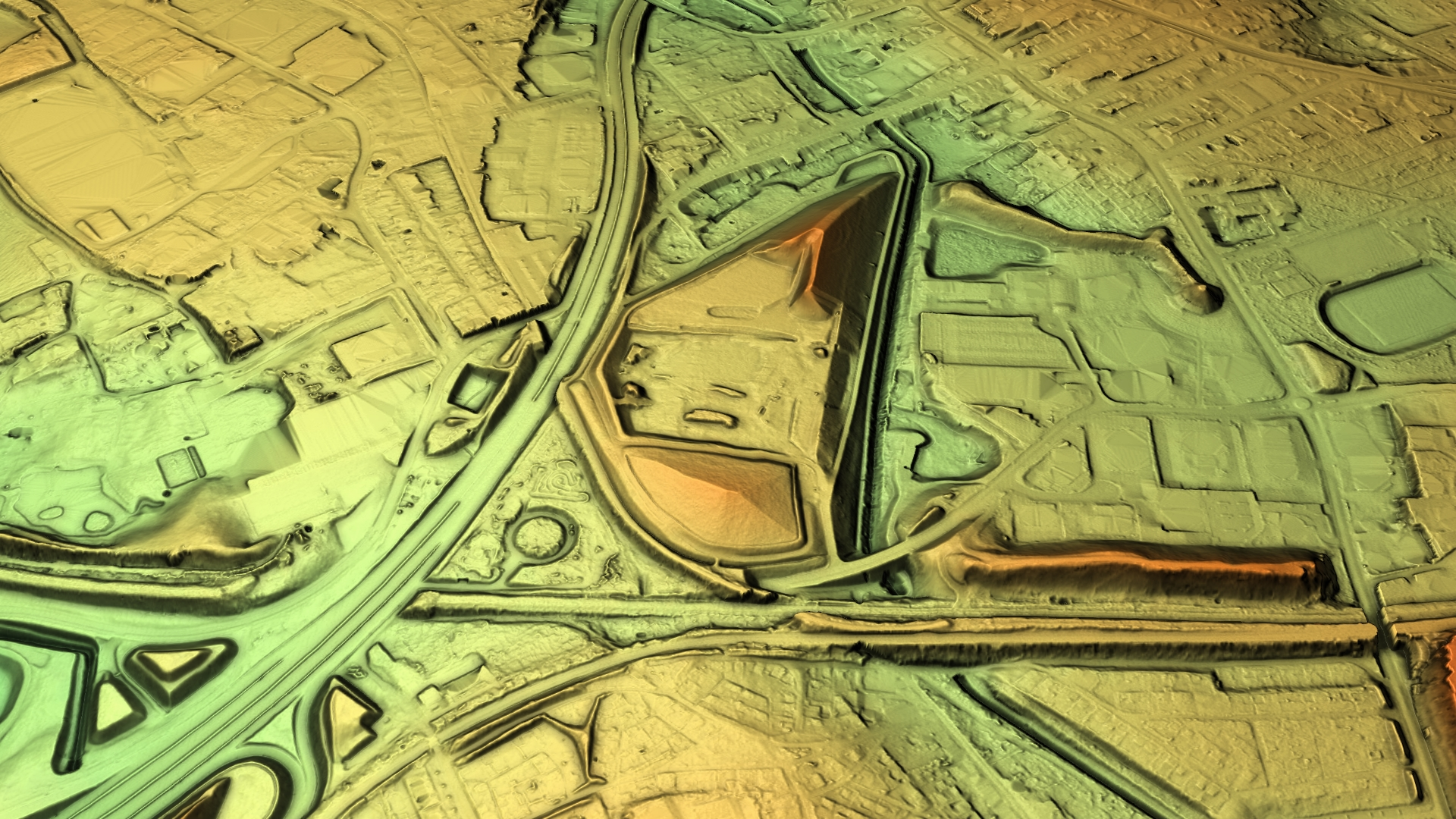
3D-Ansicht des digitalen Geländemodells

Die Deponie Marbach ist eine Schlacke-Deponie im Bochumer Stadtteil Hamme.

## Lage

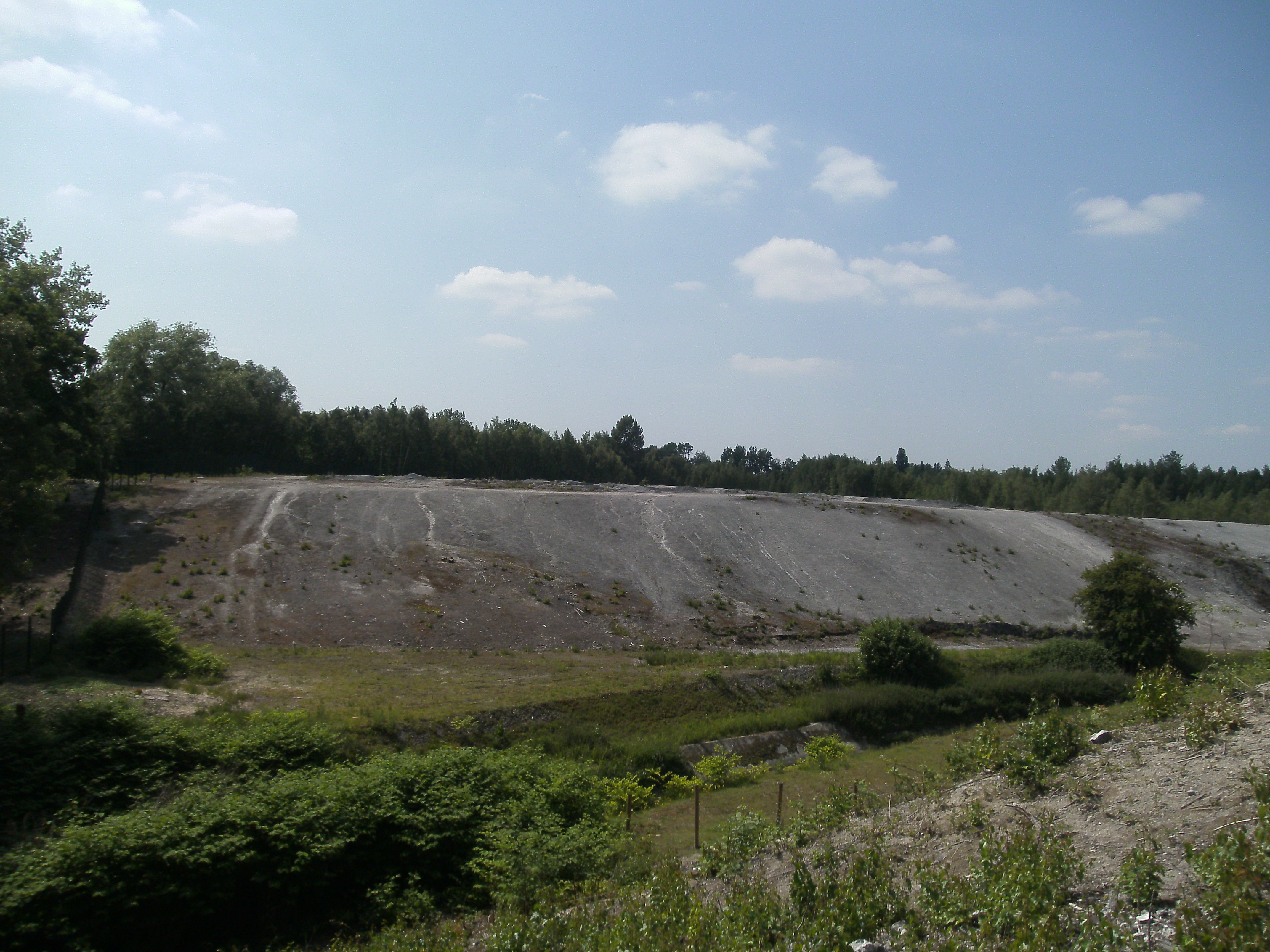
Blick von Osten im Juni 2013, im Vordergrund der Marbach

Die Deponie wird im Westen durch die A 40, im Süden durch den Radweg Erzbahntrasse und die noch befahrene Werkbahnstrecke der Thyssen-Krupp-Werke, im Osten durch das Gewerbegebiet auf dem Gelände der ehemaligen Zeche Vereinigte Präsident und im Norden durch Wohngebiete an der Von-der-Recke-Straße und Gahlensche Straße begrenzt. Neben den zur Wohnbebauung gehörenden Hausgärten befinden sich dort auch Grabeländer. Zwischen der Deponie und dem Gewerbegebiet verläuft der zurzeit noch kanalisierte Marbach. Unter dem Bach wird seit 2006 im Rahmen des Projekts Umbau des Emschersystems ein Abwasserkanal gebaut. Nach Abschluss der Arbeiten soll ab 2013 der Bach renaturiert werden.

## Wiederinbetriebnahme
Nach mehrjährigem Ruhen der Deponie will der derzeitige Betreiber Outokumpu Nirosta GmbH (ehem. ThyssenKrupp Nirosta) die bislang formal nicht stillgelegte Deponie wieder nutzen, da die werkseigene Deponie am Standort Hüllerbach/Blücherstraße zum September 2009 aufgefüllt war und geschlossen werden musste. Da das bisherige Volumen der Marbach Deponie aber fast erschöpft war beantragte die Firma am 12. Dezember 2008 die Aufstockung des Geländes um 35 Meter. Die Träger öffentlicher Belange wurden im Januar und April 2010 involviert, die Antragsunterlagen lagen bei der Stadt Bochum und im Umweltamt Hagen (als gemeinsame Untere Umweltbehörde der Städte Bochum, Dortmund und Hagen) von Ende Februar bis Ende März 2010 öffentlich aus, insgesamt 139 Einwendungen wurden aufgenommen. Eine zusätzliche Unterschriftenliste wurde als gleichförmige Eingabe gewertet. Die Anhörung fand ein Jahr später, am 22. März 2011 statt. Der Planfeststellungsbeschluss zum Weiterbetrieb und zur Erhöhung der Deponie erfolgte am 30. März 2012. Der Betriebsrat der ThyssenKrupp Nirosta hatte die Deponienutzung befürwortet.

## Geschichte
Das Gelände der jetzigen Deponie sowie des Gewerbegebietes Porschestraße wurde seit Beginn der Eisenproduktion in den Hochöfen des Bochumer Vereins auf der gegenüberliegenden Seite der Gahlenschen Straße als Schlackendeponie für die Hochofenschlacke genutzt. Nach 1932 wurde auch ein Schlackenbad eingerichtet, in dem die Kühlwässer aus der Granulation der Schlacke als Heilbad verwendet wurden. In den 1990er Jahren wurde die deponierte Hochofenschlacke abgetragen und auf einem Teil der freigeräumten Fläche ein Gewerbegebiet errichtet. Die Erschließungsstraße des Gewerbegebietes wurde 2003 fertiggestellt und "Porschestraße" benannt.